# ガランタ舞曲
ガランタ舞曲（Galántai táncok ）はコダーイ・ゾルターンが1933年に作曲した管弦楽曲。楽譜に指定された演奏時間は15分。

## 作曲の経緯
ブダペスト・フィルハーモニック協会の創立80周年記念のため作品を依頼され、1933年の夏に作曲、完成された。コダーイが幼年期を過ごしたガランタに伝わる民謡を題材として用いている。素材に使われたのは、1800年代の初めにウィーンで出版された「ガランタ・ジプシー音楽集」という曲集である。ハンガリーの新兵徴募の踊りであるヴェルブンコシュの要素とジプシーの演奏スタイルを取り合わせた交響作品となっている。

## 初演
1933年10月23日にドホナーニ・エルネーの指揮により初演。

## 編成
フルート2、オーボエ2、クラリネット2、ファゴット2、ホルン4、トランペット2、ティンパニ、トライアングル、小太鼓（小太鼓の真ん中を叩かせる用法で少し有名である）、鉄琴、弦五部

## 構成
姉妹作とも言うべき「マロシュセーク舞曲」と較べると、より厳格な構成となっている。
自由なロンド形式を採る。初めにやや長めの導入部がある。チェロに始まるこの部分は楽器を替えて進み、クラリネットのカデンツァで終わる。続いて舞曲Aがクラリネットにより開始されるが、このメロディーは後発の舞曲と舞曲を繋ぐ間奏の役目も果たす。舞曲Bはフルートで開始される軽やかなもの。舞曲Aが再現された後、愛らしい舞曲Cがオーボエで奏される。もう一度Aが登場、続いて動きの速い舞曲Dとなる。途中やや遅く優雅な舞曲Eを挟み徐々に勢いを増し、舞曲Fが激しく奏される。最高潮に達したとき、再びAが現れクラリネットのカデンツァとなる。コーダは舞曲Fの熱狂が戻り、一旦停止後、シンコペーションを使って激しく終わる。
序奏 - A - B - A - C - A - D - E - F - A - コーダ